# Adolfov
Adolfov (německy Adolfsgrün) je horská ves a základní sídelní jednotka obce Telnice v Ústeckém kraji, rozprostřená na hřebenu východních Krušných hor ve výšce 750 m n. m., přibližně 1 km jihovýchodně od státní hranice s Německem.

## Historie

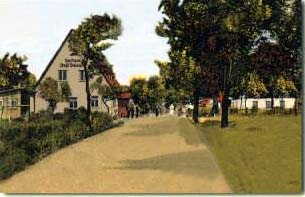
Hostinec Stadt Dresden v Adolfově na historické pohlednici z roku 1915

Sídlo založil roku 1833 hrabě Adolf z Ledeburu (Adolf von Ledebur auf Tellnitz), majitel všebořického panství, po němž byla pojmenována, kvůli ubytování dělníků stavějících silnici. Během své existence osada většinou náležela k obci Větrov (Streckenwald), která střídavě náležela k sousednímu Krásnému Lesu a Petrovicím. V roce 1927 zde žilo 76 obyvatel v 10 domech. K roku 2015 je Adolfov základní sídelní jednotku obce Telnice.

## Obyvatelstvo
Při sčítání lidu v roce 1921 ve vsi žilo 43 obyvatel (z toho 25 mužů) německé národnosti a římskokatolického vyznání. Podle sčítání lidu z roku 1930 měla vesnice 43 obyvatel: jednoho Čechoslováka a 42 Němců. Kromě jednoho evangelíka byli římskými katolíky.

## Přírodní poměry

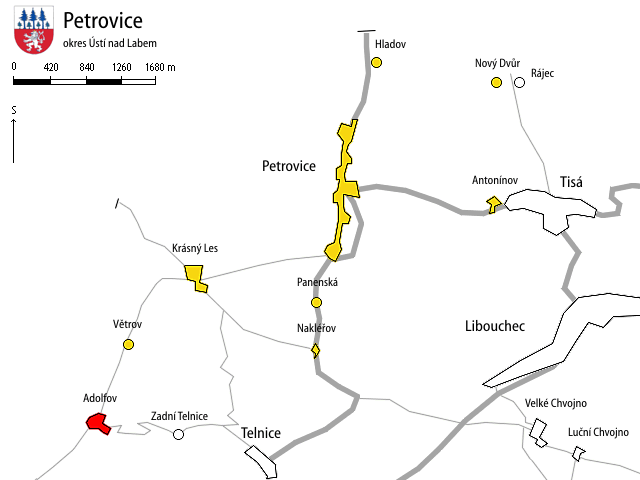
Lokalizace Adolfova na Petrovicku

Adolfov je osadou a základní sídelní jednotkou obce Telnice. Nachází se v severní části okresu Ústí nad Labem v Ústeckém kraji, při česko-německé státní hranici. Je součástí katastrálního území Telnice, které se rozkládá na ploše 4,46 km², a nachází se v jeho západní části. Leží v nadmořské výšce přibližně 695–755 m n. m.. Hranice území Adolfova ze západu kopíruje hranici přírodní rezervace Černá louka, následně vede po polní cestě při hranici lesa, kolmo prochází silnicí třetí třídy III/2487 z Petrovic do Cínovce, nedaleko za zástavbou se stáčí na východ, částečně kopíruje Telnický potok a většinou po vrstevnici vede k východu nad Zadní Telnicí. Poté se stáčí k severozápadu a více méně rovnoběžně se západní hranicí území směřuje ke státní hranici, která tvoří severní část území Adolfova.

### Geologická stavba, reliéf a půdy
Geologicky je Adolfov součástí Českého masivu, kde se nachází v oblasti sasko-durynské (saxothuringikum). Horninový základ oblasti tvoří Krušnohorské krystalinikum. Období paleozoika je zastoupeno granitovým porfyrem, ortorulami a metagranity. V severní části území se vyskytují kvartérní smíšené sedimenty a slatiny, rašeliny a hnilokaly.
Z geomorfologického hlediska je Adolfov a jeho okolí součástí Krušnohorské subprovincie, konkrétně Krušných hor a jejich podcelku Loučenská hornatina, v jehož rámci spadá pod geomorfologický okrsek Nakléřovská vrchovina. Území je součástí kerného jednostranně ukloněného pohoří, které zde má charakter zvlněné náhorní planiny s táhlými plochými hřbety, postrádajícími výraznější vrcholy.
Podle taxonomického klasifikačního systému půd (TKSP) se v Adolfově vyskytuje převážně půdní typ podzol kambický, v úzkém pásu pří východní části území osady pak v omezeném rozsahu kambizem dystrická.

### Podnebí a vodstvo
Adolfov se dle Quittovy klimatické klasifikace řadí do chladné oblasti CH7. Pro tu jsou typická krátká, mírně chladná a vlhká léta. Jara a podzimy jsou dlouhé s velkým podílem srážek, a dlouhé jsou i zimy, během nichž je po značnou část zem pokryta sněhovou pokrývkou. Úhrn srážek odpovídá poloze Krušných hor a jejich nadmořské výšce, v oblasti Adolfova je však nerovnoměrný (pohybuje mezi 700 až 800 mm za rok). V polovině 50. let 20. století činil průměrný roční úhrn srážek 900 mm. Sněží v průměru 50 dní v roce a sněhová pokrývka dosahuje průměrně 40 centimetrů.
Oblast Adolfova spadá hydrologicky do povodí řeky Labe, konkrétně do dílčího povodí Ohře, Dolního Labe a ostatních přítoků Labe. Zdejší území leží na pomezí mezipovodí dvou vodních útvarů, jimiž jsou Ždírnický potok od pramene po Zalužanský potok a Mohelnice/Müglitz po soutok s tokem Biela. Územím protéká několik malých vodních toků. Pramení zde Telnický potok, Černý potok a několik jeho bezejmenných přítoků.

### Flora a fauna
Dle biogeografického členění ČR náleží oblast Nakléřova do hercynské podprovincie, respektive do jejího Krušnohorského bioregionu. Z botanického hlediska leží na pomezí fytogeografických obvodů oreofytikum a mezofytikum, konkrétně jejich okresů Krušné hory (okrsek 85) a Krušnohorského podhůří (okrsek 25). Potenciální přirozenou vegetací je biková bučina (Luzulo–Fagetum) a podmáčená rohozcová smrčina (Mastigobryo-Piceetum, místy v komplexu s rašelinnou smrčinou Sphango-Piceetum).
V druhé polovině 20. století docházelo k poškození krušnohorských smrkových porostů imisemi. V 60. a 70. letech proto byla vytvořena pásma ohrožení dle koncentrací oxidu siřičitého. Na počátku 80. let náležela oblast Adolfova do pásma B, kde se životnost porostů pohybovala mezi 21 a 40 lety. Situace se začala významně zlepšovat od 90. let, především díky odsíření uhelných elektráren. Kvůli tomu byla zavedena nová metodika definující jednotlivá pásma dle dynamiky zhoršování stavu lesů. K roku 2004 se většina lesů v okolí Petrovicka řadila do kategorie slabě poškozených porostů.
Lesy se nachází na většině území Adolfova. V krušnohorské oblasti jsou zastoupeny typické druhy středoevropské lesní fauny. Z velkých savců v lesních oblastech žijí například jelen evropský (Cervus elaphus), srnec obecný (Capreolus capreolus) či prase divoké (Sus scrofa). K dalším savcům patří třeba veverka obecná (Sciurus vulgaris), liška obecná (Vulpes vulpes) či zajíc polní (Lepus europaeus). Do 18. století zde v lesích žili rovněž vlk obecný (Canis lupus), medvěd hnědý (Ursus arctos) a rys ostrovid (Lynx lynx).
Lesní biotopy osidlují třeba jestřáb lesní (Accipiter gentilis) a různí zástupci zpěvných ptáků (Passeri) a šplhavců (Piciformes). Mezi zástupce plazů patří kupříkladu zmije obecná (Vipera berus), užovka obojková (Natrix natrix) nebo slepýš křehký (Anguis fragilis). Obojživelníky zastupuje třeba mlok skvrnitý (Salamandra salamandra), žijící v zalesněných vlhkých údolích. Členovce zastupují například střevlíci (Carabidae) a čmeláci (Bombus).

### Ochrana životního prostředí

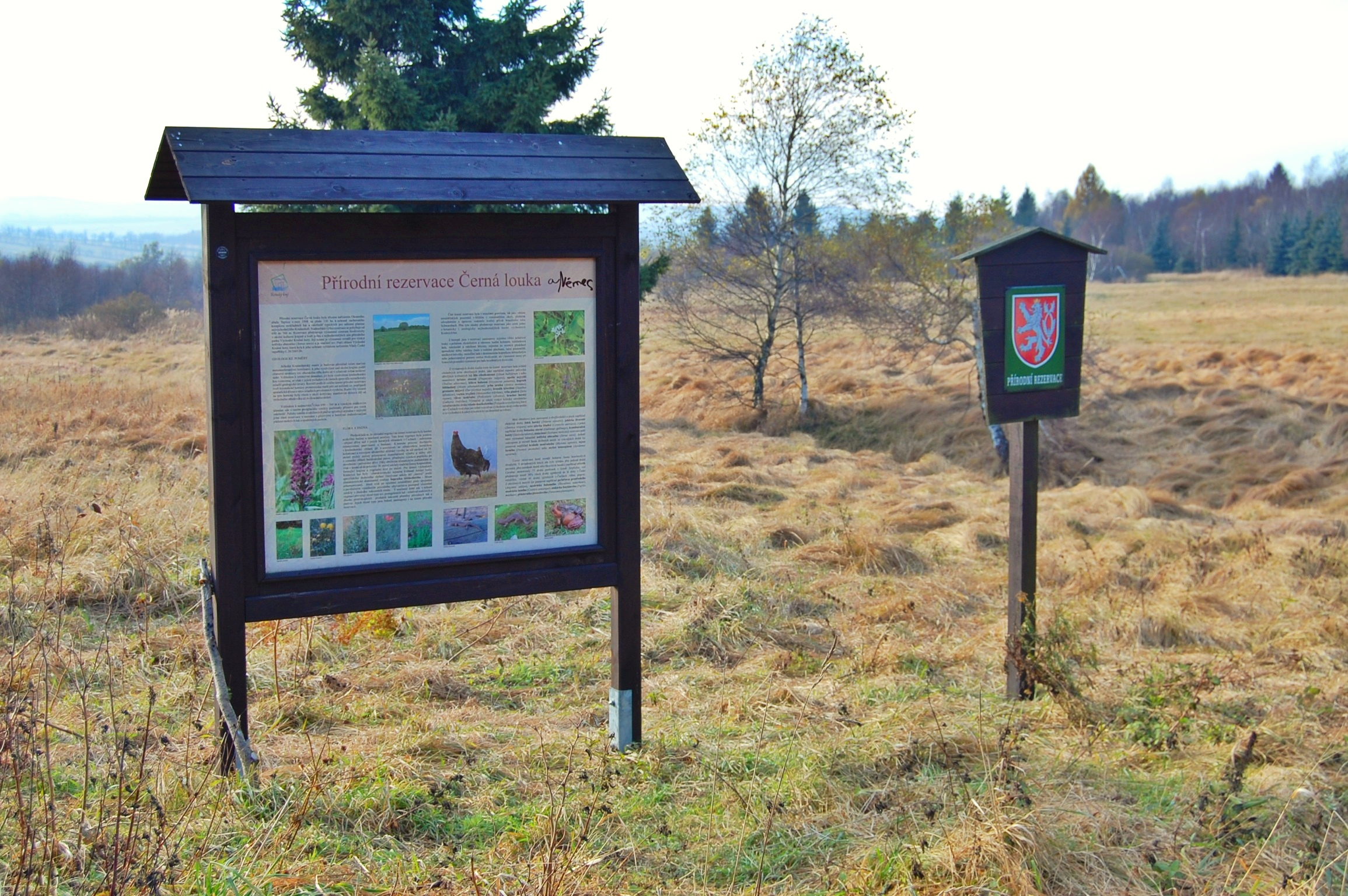
Přírodní rezervace Černá louka

Na území Adolfova zasahují dvě chráněná území, která se částečně překrývají. Obě jsou součástí soustavy Natura 2000, a jedná se o ptačí oblast Východní Krušné hory a evropsky významnou lokalitu Východní Krušnohoří. Ptačí oblast byla vyhlášena roku 2004, a předmětem její ochrany je populace tetřívka obecného (Tetrao tetrix) a jeho biotop, respektive „zachování a obnova ekosystémů významných pro tento druh.“ Druhé zmíněné chráněné území, vyhlášené v roce 2009, ochraňuje druhově bohaté smilkové louky, lesy na svazích, sutích a roklích, evropská suchá vřesoviště, vlhkomilná vysokobylinná společenstva, horské sečené louky, bučiny, smrčiny a lokality výskytu vzácných členovců. Adolfov rovněž sousedí s přírodní rezervací Černá louka. Ta byla vyhlášena v roce 1998 a důvodem její ochrany je „ochrana zbytků vlhkých až rašelinných horských luk v nadmořské výšce 690–760 m v povodí Černého potoka s výskytem řady chráněných a ohrožených rostlinných a živočišných druhů (např. lilie cibulkonosná, tučnice obecná, prstnatec májový, všivec mokřadní, vrba plazivá, tetřívek obecný, bekasina otavní). Přírodní rezervace představuje ohrožený ekosystém, dříve typický pro náhorní plošinu východní části Krušných hor.“

## Sport

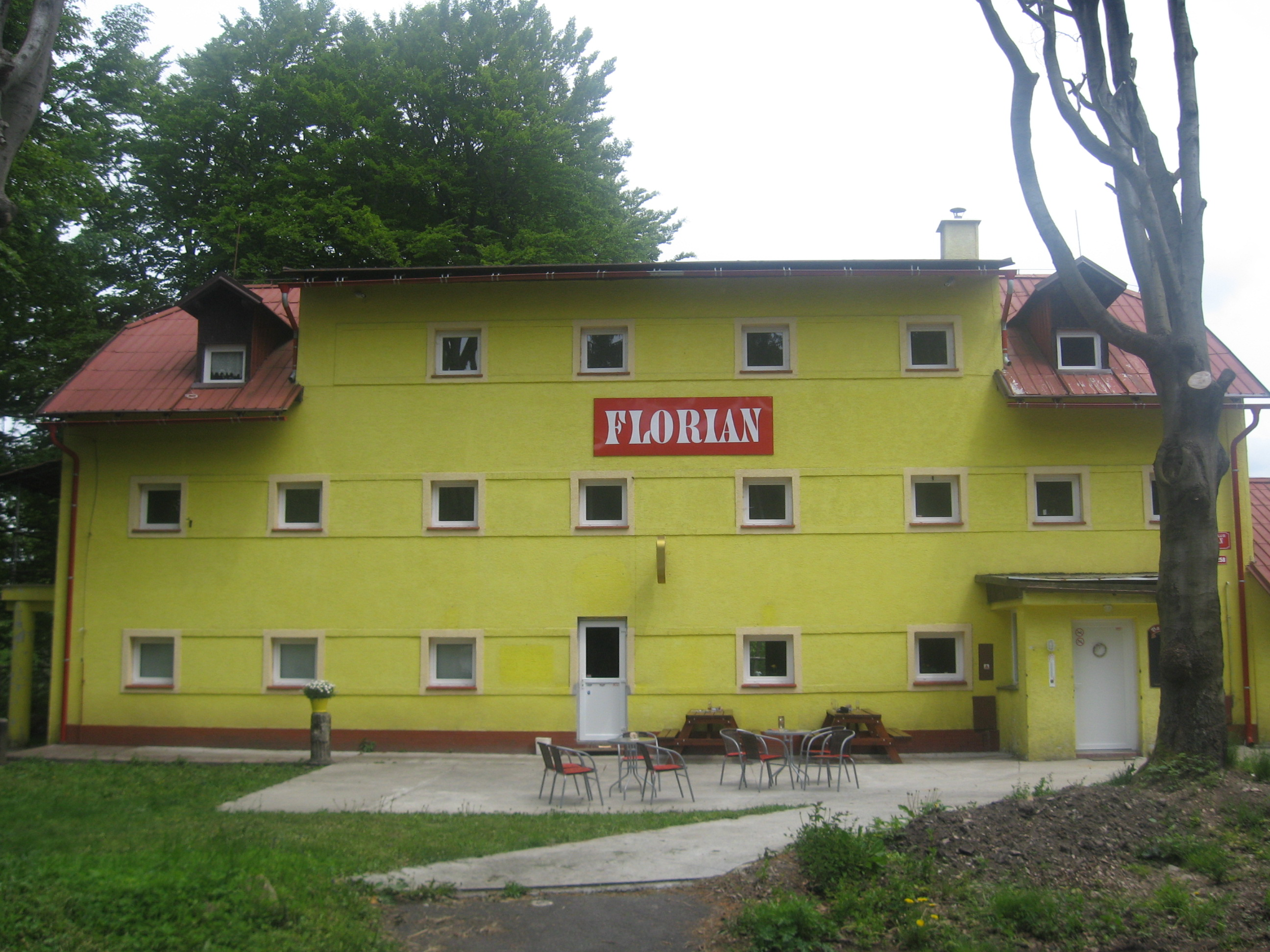
Penzión Florián

V Adolfově či jeho bezprostřední blízkosti se kříží několik turistických a cyklistických tras. Prochází jím evropská dálková trasa E3 ze Španělska do Bulharska, značená červenou turistickou značkou, a je výchozím bodem zelené turistické značky do Telnice a naučné stezky Zapomenuté pohraničí, vedoucí přes Krásný Les a Petrovice na Děčínský Sněžník. Prochází jím taktéž cyklistická trasa II. třídy nadregionálního významu č. 23, vedoucí z Děčína na Měděnec, která je součástí Krušnohorské magistrály, a je výchozím bodem cyklistické trasy č. 3009 do Radejčína. Zhruba 5 kilometrů jihozápadně se nalézá významný turistický bod Komáří hůrka (808 m n. m.).
Ze zimních sportů lze provozovat běh na lyžích, alpské lyžování a snowboarding. Adolfov je výchozím bodem řady běžkařských lyžařských tras a procházím jí Krušnohorská lyžařská magistrála. Zhruba 400 metrů východně od centra vesnice se nachází lyžařské středisko Zadní Telnice, jehož počátky sahají až do dob před první světovou válkou K roku 2007 bylo jeho součástí devět sjezdovek různé obtížnosti o celkové délce 4,2 kilometru.